# Blaskó Borbála
Blaskó Borbála (Budapest, 1975. július 23. –) Harangozó Gyula-díjas magyar balettművész, táncpedagógus, koreográfus, rendező, érdemes művész.

## Életpályája
1975-ben Budapesten született. Családtagjai professzionális alkotóművészek. Apai nagyapja id. Blaskó János festőművész, az Egri Képzőművészeti Főiskola festőművész tanszékének vezetője volt. Nagybátyja Blaskó János, Munkácsy Mihály-díjas szobrászművész. Szülei Blaskó Péter és Milvius Andrea színművészek. Édesapja a magyar színházi élet vezető alakja, testvére Blaskó Bence festőművész.
1986–1996 között a Magyar Táncművészeti Főiskolán tanult, klasszikus balett szakon. 1996–2002 között az esseni Folkwang Hochschule színpadi tánc és táncpedagógia szakán tanult. 2003–2007 között a Színház- és Filmművészeti Egyetem koreográfus szakán tanult, később az intézmény oktatójaként is dolgozott. 2004–2006 között a Bozsik Yvette Társulatban, mellette 2004–2008 között a Közép-Európa Táncszínházban dolgozott. 2008-tól a Forte Társulat, mellette 2013–2018 között a Vörösmarty Színház tagja.
2003–2007 között a Magyar Táncművészeti Főiskola oktatója, 2006–2008 között a Pesti Magyar Színház stúdiójának mozgástanára, 2007-től a szombathelyi Savaria Egyetem Színházművészeti Tanszékének oktatója volt. 2008-ban Temesváron mozgáskurzust vezetett színművész hallgatók számára.

## Tanulmányai
- 1986–1996: Magyar Táncművészeti Főiskola, klasszikus balett szak
- 1996–2002: Folkwang Hochschule, Essen, színpadi tánc és táncpedagógus szak
- 2003–2007: Színház- és Filmművészeti Egyetem, koreográfus szak
- 2019. szeptember Színház- és Filmművészeti Egyetem Doktori Iskola

## Tanult tánctechnikák
Klasszikus balett, Magyar néptánc, Történelmi társastáncok, Spicctechnika, Pas de deux, Graham, Limon, Cunningham, Horton, Improvizáció, Kontakt, Jazz, Release, Pilates, Flamenco, Folklór, Táncjelírás, Színészmesterség

## Színpadi munkák szerepek
- 1988–1990: A Diótörő (Marika, Pas de trois);
- 1991–1996: Kis- és Nagy koncertek (Csipkerózsika, Paquita, Kalóz, Giselle)
- 1996: Diplomakoncert: Chopin–Bozsik Yvette: In memoriam Isadora Duncan
- 1998–2002: Malou Airaudo, Henrietta Horn, Enrico Tedde, Joe Alegado, UrsDiettrich, Rodolpho Leoni, Juan Cruz (DV8, Sasha Waltz) darabjaiban
- 2000–2001: LőrinszkyAttila–Dóczy Péter: Pilinszky est
- 2003: Sámán Színház (Magyar Éva)

Wild Bride or the Handless Woman
Parallellepippedon
Stigma
- 2004–2006: Bozsik Yvette társulat produkciói:

Tavaszi áldozat, Bacchanália, Táncterápia, Bál, avagy egy táncos mulatság, Commedia dell’arte, A négy évszak, Létramesék
- Közép-Európa Táncszínház produkciói: Horváth Csaba koreográfiái

Ladjánszki Márta: LadiesFirst,
Tóth Mariann: Könnyező Nárcisszák
Dóczy Péter: Csontváry est
- 2006–2008: Közép-Európa Táncszínház tagjaként: (Juronics Tamás, Gergye Krisztián, Duda Éva, Hámor József, Réti Anna munkáiban)
- 2008-tól: FORTE TÁRSULAT (Horváth Csaba)
- 2008: Kalevala – Debrecen – Modem, Trafó – Budapest

Evangélium – Zsámbék
Kurátorok – Tűzraktér és Trafó
Varázsfuvola – Müpa (Bozsik Yvette)
Varázscirkusz – Müpa (Bozsik Yvette)
- 2009: Éjjeli menedékhely – József Attila Színház, Budapest (rendező: Horváth Csaba)

„…csak a felhők…” – Trafó, Bakelit
Isteni vidékek – Trafó
Ne kíméld, akiket szeretsz! – Zsámbék (rendező: Hajdú Szabolcs)
Fizikusok – Sanyi és Aranka Színház és Opera
- 2010. február: Nigel Charnock-kurzus – SÍN
- 2010. március Berlioz: Faust elkárhozása /Rendező: Lukáts Andor, Koreográfus: Horváth Csaba – Művészetek Palotája
- 2010. április „Figyeljük csöndben a mozgását” Beckett: Godot-ra várva, Rendező: Horváth Csaba – Trafó
- 2010. július Erkel Ferenc: Sakk-játék (Horváth Csaba)
- 2010. szeptember Szálinger Balázs: A tiszta méz – Repülős / Rendező: Horváth Csaba – József Attila Színház
- 2010. november „Így jár az, aki távoli, ismeretlen hangtól megijed” Rendező-koreográfus: Horváth Csaba – West Balkán
- 2011. február Revolutionkoreog.: Nigel Charnock (Trafó)
- 2011. február Az olasz szalmakalap, rendező: Zsótér Sándor – József Attila Színház
- 2011. július Troilus és Cressida rend. : Horváth Csaba – Gyulai Várszínház
- 2011. október Természetes Vészek Kollektíva – AURA –Trafó, Budapest
- 2011. október Jövőtánc szólóest Szatyor Bár
- 2011. december Ruben Brandt – Horváth Csaba – Műcsarnok
- 2012. március Koto és Kaori gyerekdarab, Forte Társulat (Horváth Csaba) – Trafó
- 2012. május Peer Gynt, koprodukció Temesvár – Forte Társulat
- 2013. február Nagy Füzet – Horváth Csaba – Szkéné
- 2013. március Sztravinszkij: Menyegző – Horváth Csaba – Dohnányi Zenekar – Müpa
- 2013. október Diverzity – Kovács Gerzson Péter – Tranzdans
- 2014. Móricz Zsigmond: Pillangó – Maróti Mari Rend.: Horváth Csaba – Székesfehérvári Vörösmarty Színház
- 2014. április Bulgakov: Mester és Margarita – Hella Rend. : Hargitai Iván – Székesfehérvári Vörösmarty Színház
- 2014. október Euripidész: Oresztész – Kar rend.: Horváth Csaba – Radnóti Színház, Budapest
- 2015. január F.G. Lorca : Vérnász rend. Horváth Csaba – Székesfehérvári Vörösmarty Színház
- 2015. február Peter Schaffer : Amadeus – FrauStrack rend. : Hargitai Iván – Székesfehérvári Vörösmarty Színház
- 2015. június Dosztojevszkij : Bűn és bűnhődés rend. : Horváth Csaba Budapest, Szkéné Színház
- 2015. szeptember Szt. Teréz élete – A lélek röpte – Budapest, Bazilika
- 2015. november Hekabé – Székesfehérvári Vörösmarty Színház
- 2016. január Pintér Béla : Szutyok rend. : Hargitai Iván
- 2016. április Száll a kakukk fészkére rend. : Horváth Csaba
- 2016. augusztus Bartók : Concerto kor. – rend. : Horváth Csaba
- 2016. november Hauptmann – Horváth Csaba : Patkányok – Selma Szkéné Színház
- 2017. március Márton – Horváth Csaba : Carmen Vörösmarty Színház, Székesfehérvár
- 2017. szeptember Hamvas Béla írásaiból: Az indiszkrét ember Budapest
- 2018. február Szabó Magda: Régimódi történet – Charitas nővér Rendező: Tasnádi Csaba – Charitas nővér Székesfehérvár Vörösmarty Színház
- 2018. Erdmann : Az Öngyilkos – Forte Társulat, rend.: Horváth Csaba Szkéné Színház
- 2019. július Fejes Endre: Jó estét nyár, Jó estét szerelem – Lány, Köszörűs, Rendező: Hidvégi Nóra Városmajori Szabadtéri Színpad
- 2019. szeptember Pilinszky: Azt hiszem Rend. : Dóczy Péter, Ars Sacra Fesztivál

### Közép-Európa Táncszínház
- 2004. Közép-Európa Táncszínház: A négy évszak (koreográfus: Horváth Csaba)
- 2004. Közép-Európa Táncszínház: Nagyvárosi ikonok (koreográfus: Horváth Csaba)
- 2005. Ladjánszki Márta: Ladies First! Hölgyválasz – Hölgy válassz! (koreográfus: Ladjánszki Márta)
- 2005. Nemzeti Színház: A Mester és Margarita (rendező: Szász János, koreográfus: Horváth Csaba)
- 2005. Zsámbéki Színházi Bázis, Gyulai Várszínház és a Közép-Európa Táncszínház: Passió (rendező-koreográfus: Horváth Csaba, társrendező: Sopsits Árpád)
- 2005. Közép-Európa Táncszínház: Forte (koreográfus: Horváth Csaba)
- 2006. Közép-Európa Táncszínház: Mandala – Csendmorzsák (koreográfus)
- 2007. Közép-Európa Táncszínház: kilencvenkilencperc (koreográfus)
- 2007. Közép-Európa Táncszínház: Aréna (koreográfus: )
- 2007. Közép-Európa Táncszínház és GK Impersonators: T.E.S.T. (koreográfus. Gergye Krisztián)
- 2007. Közép-Európa Táncszínház: Karaván (koreográfus: Hámor József)
- 2007. Közép-Európa Táncszínház: Zyklon-B. (koreográfus)

### Bozsik Yvette Társulat
- Tavaszi áldozat (koreográfus: Bozsik Yvette)
- Bacchanália (koreográfus: Bozsik Yvette, koreográfus-asszisztens: Blaskó Borbála)
- Táncterápia (koreográfus: Bozsik Yvette, koreográfus-asszisztens: Blaskó Borbála)
- Bál, avagy táncos mulatság (koreográfus: Bozsik Yvette, koreográfus-asszisztens: Blaskó Borbála)
- Létramesék (koreográfus: Bozsik Yvette)

## Tanítás
- 2003–2007: Budapest Tánciskola (Angelus Iván), klasszikus balett, európai modern
- 2004–2006: Bozsik Yvette társulat próbavezető balettmester
- 2006–2008: Nemzeti Színház, Budapest – Nemzeti Stúdió mozgásképzés vezetése, színművészek számára
- 2008–2009: Szombathelyi Weöres Sándor Színház Stúdió, mozgásképzés vezetése színművészeknek
- 2009: Színház- és Filmművészeti Egyetem Fizikai Színházi szak, osztvez.: Horváth Csaba– Tanársegéd
- 2015. szeptember Kaposvári Egyetem Színművész szak – Mozgásképzés-vezető, Zenés Színészmesterség tanár
- 2018. szeptembertől Nemes Nagy Ágnes Művészképző Budapest, mozgásképzés, tanár
- 2019. szeptembertől Magyar Táncművészeti Egyetem Egyetemi Adjunktus

## Tánckurzusok vezetése
Trafó, Kisvárda, Temesvár, MMS, SZFE, Kassa, Trieszt, Vác – V4 Fesztivál, Erasmus workshopok.

## Koreográfiák, alkalmazott koreográfiák
- 1999: „Die unvertrágliche Leichtigkeit der Existenz” (zene: Lajkó Félix)
- 2000: „Die Blume” (Lajkó Félix)
- 2000–2001: Pilinszky Est
- 2001–2002: „What is Love?” és „Karambol”
- 2006: Macskák társasága – Kolibri Színház (rendező: Novák János), Mechanikus narancs – Szegedi Nemzeti Színház (rendező:Bal József), Imitáció – Komédium Színház – Budapest (rendező:Dér András), Csontváry Est – MU Színház
- 2007–2009: Sentesuita; Summa Summarum, Cselédek, Három nővér, Elcserélt legyezők.
- 2011. október Őszi Fesztivál Jövőtánc – Szólóest, Szatyor Bár
- 2013. március Füst Milán:Catullus, rendező: Hargitai Iván – Magyar Színház
- 2013. április Tolsztoj–Kiss Csaba: Anna Karenina, rendező: Hargitai Iván – Nyíregyházi Móricz Zsigmond Színház
- 2014. január Stevenson: A Kincsek szigete, Székesfehérvár, Vörösmarty Színház, rendező: Matuz János
- 2014. november Shakespeare: Vízkereszt, vagy amit akartok rend: Hargitai Iván – Tatabányai Jászai Mari Színház – Népház
- 2015. február Peter Schaffer: Amadeus – Székesfehérvári Vörösmarty Színház
- 2015. szeptember A lélek röpte című produkció koreográfiája Budapest, Bazilika
- 2015. november Hekabé című saját, önálló táncprodukció koreográfiája – Székesfehérvári Vörösmarty Színház
- 2015. december Vancura–Galambos Péter: Szeszélyes nyár c. darab koreográfusi munkája Nemzeti Színház, Budapest
- 2015. december Balázs Fecó–Verebes István: Angyalföldi ballada c. darab koreográfusi munkája, József Attila Színház, Budapest
- 2016. január Pintér Béla : Szutyok – mozgás rend. : Hargitai Iván Székesfehérvári Vörösmarty Színház
- 2016. szeptember Vörösmarty – Matuz János : Csongor és Tünde – mozgás
- 2016. december Pukedli; Átrium Filmszínház, Budapest
- 2017. január Pukedli/ Hajsza Székesfehérvár, Vörösmarty Színház
- 2017. március Viripajev: Illúziók koreográfus – Hargitai Iván rendezés, Rózsavölgyi Szalon, Budapest
- 2017. március Arany balladák – Hargitai Iván rendezés Nagyvárad, Szigligeti Színház
- 2017. szeptember Hamvas: Az indiszkrét ember – Budapest – Bécs – Pozsony
- 2017. szeptember B.A.H. L1 danceFest 2017 – MU Színház
- 2018. január 28. Szilágyi Anna Eszter – Novák Eszter: A Nyíregyháza utca–Koreográfus Ódry Színpad (Színház- és Filmművészeti Egyetem)
- 2018. február 10. Szabó Magda–Tasnádi Csaba: Régimódi történet – Koreográfus – Székesfehérvári Vörösmarty Színház
- 2018.április 8. John Gay–Selmeczi György: Koldusopera Rendező : Novák Eszter TRIP hajó Budapest
- 2019. L.Ulickaja: Életművésznők Kassa Thália Színház rend.: Hidvégi Nóra
- 2019. Fejes Endre: Jó estét nyár, jó estét szerelem Városmajori Szabadtéri Színpad – Rend.: Hidvégi Nóra
- 2019. október Pintér Béla : Szutyok Jászai Mari Színház Tatabánya, Rendező: Guelmino Sándor
- 2019. október Joel Pommelat: Az én kis hűtőkamrám, Vörösmarty Színház, Székesfehérvár Rend.: Novák Eszter
- 2020.február M.J.La Chiusa: Hello Again Pinceszínház, Budapest, Rendező: Dicső Dániel

## Önálló koreográfiák, rendezések
- 1999: „Die unvertrágliche Leichtigkeit der Existenz” (zene: Lajkó Félix) – duett
- 2000: „Die Blume” (Lajkó Félix) Szóló darab
- 2001-2002: „What is Love?” és „Karambol” – 2 etűd
- 2007-2009: Sentesuita; Summa Summarum, Cselédek, Három nővér, Elcserélt legyezők – egyfelvonásosok
- 2011: Őszi Fesztivál Jövőtánc – Szólóest, Szatyor Bár
- 2015: Hekabé táncjáték Vörösmarty Színház Székesfehérvár, Kozák András Stúdió
- 2016–2017: Pukedli / Hajsza Két egyfelvonásos színjáték és táncjáték, Vörösmarty Színház és Átrium, Budapest
- 2018: Carmina Burana Bethlen Téri Színház, Budapest
- 2018: Bogyó és Babóca gyerekszínházi előadás, Kaposvári Csiky Gergely, Színház
- 2018: Prédamadár Ibsen: Nóra című drámájának nyomán Nemzeti Színház, Budapest
- 2018: Csajka mozgásszínházi előadás Bethlen Téri Színház, Budapest
- 2019: ELEVEN – etűdök, Kodály kétszólamú kórusműveire, Bakelit – Budapest
- 2019: Pilinszky János: Azt hiszem – mozgásszínház koreográfia
- 2019: Az utolsó aleppói bohóc – dráma megrendezése Stúdió K. Színház, Budapest
- 2020: Bogyó és Babóca ünnepel, gyerekszínházi előadás – Jászai Mari Színház, Tatabánya és Csiki Gergely Színház, Kaposvár
- 2020: Omnia Tempus Habent, mozgásszínházi előadás – Teatro Dimitri, Verscio, Svájc – Közreműködők az Academy Dimitri végzős hallgatói
- 2020: Vadon Virágai – szemelvények Jókai életéből, mozgásszínházi előadás – S4 Háló Galéria, Budapest

## Film
- Ópium (rendező: Szász János), 2006
- Szabadság (Rendező: Horváth Csaba), 2008

## Attitűd Alapítvány
Blaskó Borbála 2018-ban hozta létre az Attitűd Alapítványt, melynek mindenkori célja művészeti alkotások életre hívása, az alkotómunka támogatása, bevonva az alkotói folyamatokba az autizmussal élő felnőtteket és megkülönböztetett szociális csoportokat. Az Alapítvány a fiatal, tehetséges művészek önkifejezését, képzését, alkotótevékenységét segíti elő. Értékteremtő munkájukat összművészeti projektek, művészeti események, képzőművészeti kiállítások megszervezésével, a bemutatkozási lehetőségek felkínálásával szeretné támogatni.
https: //www.attitudefoundation.art/

## Díjak, kitüntetések, ösztöndíjak
- Fülöp Viktor Ösztöndíj (1998-1999)
- Az Évad Legjobb Táncművésze Díj (2014)
- Post Scriptum-díj (2015)
- Az L1 Egyesület rezidense (2017)
- Veszprémi Táncfesztivál Különdíja – Pukedli című előadással (2017)
- Vallai Fesztivál III. díj – Pukedli című előadással (2017)
- L1 Egyesület tagja (2018)
- Harangozó Gyula-díj (2018)
- MMA–MMKI Ösztöndíjasa (2018–2021)
- Magyarország Érdemes Művésze (2025)[11]

## Kapcsolódó szócikk
- Táncterápia